# Anika Moa
Anika Rose Moa (Auckland, 21 maggio 1980) è una cantante neozelandese.
Ha pubblicato il suo album d'esordio nel 2001.

## Discografia
- 2001 - Thinking Room
- 2005 - Stolen Hill
- 2007 - In Swings the Tide
- 2010 - Love in Motion
- 2013 - Peace of Mind
- 2013 - Songs for Bubbas